# Тетраборид иттербия
Тетраборид иттербия — бинарное неорганическое соединение
иттербия и бора с формулой YbB4,
кристаллы.

## Физические свойства
Тетраборид иттербия образует кристаллы
тетрагональной сингонии,
параметры ячейки a = 0,701 нм, c = 0,400 нм.
Парамагнетик.